# Francesco Franco
Francesco Franco (San Salvatore di Fitalia, 1795 – Messina, 1º gennaio 1861) è stato un presbitero, docente e poeta italiano attivo tra il 1820 e il 1861.

## Biografia
Nato a San Salvatore di Fitalia (ME) e battezzato il 5 novembre 1795 nella parrocchia di Santa Maria, allora sotto la giurisdizione dell'arcidiocesi di Messina, compì gli studi umanistici nel Real Collegio Capizzi di Bronte; non si sa quando fu ordinato sacerdote.  Nel 1822 in seguito a concorso fu nominato arciprete della parrocchia ma, per l’ostilità del clero e della nobiltà locale, ne venne estromesso. Avvenuta non senza contrasti l’unificazione delle due parrocchie sotto la giurisdizione del vescovo di Patti, nel 1836 Franco vinse di nuovo il concorso per l’arcipretura, ma ancora una volta, in seguito a ricorso del sacerdote Francesco Parrinelli, altro concorrente, ne fu privato per la sentenza emanata dal Tribunale della Regia Monarchia di Palermo. Intanto, divenuto nel 1834 vescovo di Patti mons. Giuseppe Saitta, che lo aveva conosciuto e apprezzato come alunno nel Collegio Capizzi, Franco era stato chiamato ad insegnare eloquenza nel seminario pattese, dove lo troviamo ancora fino al 1840 anche con le funzioni interinali di rettore. Nel settembre del 1843 gli fu offerta la cattedra di lettere nel Collegio Capizzi, ma egli declinò l’invito e rimase a San Salvatore di Fitalia fino al 1855, quando il vescovo Martino Orsino lo richiamò nel seminario di Patti per l’insegnamento delle lettere. La permanenza a Patti fu breve perché, nell’ottobre del 1856, dall’arcivescovo Francesco di Paola Villadicani fu nominato rettore e professore nel seminario di Messina ed esaminatore prosinodale nella diocesi dello Stretto. Ancora vincitore nel concorso per l’arcipretura di San Salvatore nell’ottobre 1860, con nomina e ratifica del Prodittatore Mordini, non ebbe tempo di esercitarla perché concluse la sua vita a Messina il1º gennaio 1861 .

## Opere
- I cipressi (dedicato al padre e pubblicato nel 1820, introvabile).
- Il Corvo parlante (sulle maldicenze dei confratelli, introvabile)
- Il Parnasso, poema dell’Abate Francesco Franco del SS. mo Salvatore, Messina, 1835.
- La Torre di Amato, Dramma lirico per l’Abate Francesco Franco del SS. mo Salvatore, Messina, 1860.
- Inno a San Calogero, in Desti Baratta G., Studii storico-critici sui poeti e verseggiatori e sulle potesse di Sicilia del secolo decimonono, Riposto, 1884, pp. 197–199.
- Inno a Peregrino da Patti al ponte di Brindisi, in Desti Baratta G., Studii storico-critici sui poeti e verseggiatori e sulle potesse di Sicilia del secolo decimonono, Riposto, 1884, pp. 199–200.
- Inno a Santa Febronia-Trofimena V. e M. Protettrice e Cittadina Pattese dettato dall’Ab. Francesco Franco del SS. mo Salvatore, Messina, 1860.
- Ne’ funebri onori per la Signora D. Nunzia Fiorini in Musarra a dì 26 ottobre 1851. Parole dell’Ab. Francesco Franco già Prof. e Rettore nel suo Diocesano di Patti, oggi Prof. e Rettore nel Seminario Arcivescovile di Messina, Messina, 1860.
- Frammenti di altri Inni (S. Chiara d’Assisi, S. Gaetano de Thiene, Serlone, SS. Angeli Custodi, S. Stanislao Kostka, Il Tradimento, Pier delle Vigne) in Bartolomeo F., Osservazioni dell’Abate Filippo Bartolomeo sulle poesie dell’Abate Francesco Franco, Napoli, 1843.
- Collezione di Scritture spettanti alla Ven. Mad. Chiesa di Santa Maria compilata dal Rev. Sacerdote Francesco Franco l’anno 1826 (Archivio Parrocchiale Fitalese; inedita).

## Stile e poetica
Oltre che pastore ed educatore, Francesco Franco fu anche poeta e attento archivista dei beni delle due parrocchie, come testimoniano le sue opere, alcune delle quali giunte fino a noi e altre inedite. Caratteristica di tutte le opere pubblicate e a noi pervenute è l’indicazione esplicita della terra d’origine aggiunta al titolo anche in copertina.
Di un poemetto giovanile, I cipressi, si sa solo quello che riferisce Giacomo Desti Baratta nel suo repertorio sulla poesia siciliana: in endecasillabi sciolti, dedicato al padre e pubblicato nel 1820 nel contesto dei fermenti per la memoria e il culto dei morti promossi da I Sepolcri di Foscolo. Ancor meno si sa di un opuscolo intitolato I corvi parlanti che, secondo Francesco Rizzo, è diretto contro le malelingue dei suoi confratelli.
Nell’ambito della poesia religiosa e patriottica si colloca una raccolta di poesie, di cui conosciamo tre inni interi e frammenti di altri sei o sette riferiti al di fuori di ogni contestualizzazione storica e letteraria in un opuscolo di Filippo Bartolomeo che, non senza sarcasmo, ne rileva errori e difetti di contenuto e di forma; giudizi lusinghieri, invece, esprime al riguardo il già menzionato Desti Baratta, che accosta gli inni allo stile di Giuseppe Borghi .
La sua opera più impegnativa è certamente Il Parnasso, dedicato ai suoi alunni di Patti e pubblicato nel 1835, che Franco definisce poema; si tratta di una composizione didascalica in 1.542 endecasillabi distribuiti in sestine e suddivisi in 5 canti; con essa l’autore immagina di salire sul monte delle Muse per guidare gli alunni alla conoscenza della poesia greca, latina e moderna e renderli capaci di unire e apprezzare bellezza d’arte con maschio pensiero, utilità con gusto. Il progetto tuttavia non è pienamente rispettato perché nel quinto canto, dopo la rassegna dei poeti e della poesia di tutti i tempi, sembra che l’autore rinneghi improvvisamente la poesia a vantaggio della religione e della fede e l’ascesa si conclude sulla cima del monte con la scoperta di un maestoso tempio cristiano dedicato alla Vergine Maria, il rito dei Vespri e la rivelazione di Dio; l’incongruenza era stata già notata da Pompeo Insenga, primo recensore dell’opera il quale, pur riconoscendo le competenze linguistiche e le qualità poetiche dell’autore, pur augurandosi che anche in altre scuole possano insegnare professori competenti come lui, ritiene pretenziosa e impropria per l’opera la qualifica di poema e strano davvero il ritrovamento di un tempio cristiano sul monte delle Muse . Si tratta, dunque, di poesia dotta e raffinata, formalmente ineccepibile nella quale, tuttavia, nonostante i versi sottoposti al labor limae voluto dai canoni classici di Orazio, l’erudizione prevale spesso sulla ispirazione .
Dramma lirico è denominato dallo stesso autore La Torre di Amato, che si presenta come un libretto d’opera in tre atti; con essa il poeta inserisce la piccola storia di San Salvatore nella storia più grande della Sicilia. Con una nota in calce alla presentazione dei personaggi, infatti, indica con esattezza le coordinate spazio-temporali della vicenda e le fonti storiche degli avvenimenti, nel cui contesto si svolge l’azione del dramma da lui ideato e intrecciato con le vicende della guerra fratricida tra Giacomo II e Federico III per il dominio della Sicilia: «La scena è nella Torre di Amato a piè della falda occidentale del colle sopra cui sta la Terra del SS. mo Salvatore … L’epoca nel 1299 precisamente a 4 luglio giorno della battaglia di Capo d’Orlando». Personaggi principali sono Gualtiero, signore della torre e padre di Delfina, promessa sposa di Antonello ed eroina del dramma; di contro sta Mendozza, arrogante, avido e meschino, capo della guarnigione aragonese che ha occupato la torre e tiene prigioniera la fanciulla. Mentre da lontano giungono gli echi della battaglia navale e della disfatta di Federico, nella torre si compie anche il dramma dei personaggi: Delfina, liberata, riesce a sposare Antonello, ma muore per mano di Mendozza il quale, per non cadere prigioniero, s’infligge a sua volta la morte. Nell’opera s’intrecciano i temi di amore e morte con quelli di patria e libertà, propri del periodo pure nei libretti d’opera, che si rivelavano anche mezzi più o meno espliciti per diffondere le idee risorgimentali .
I tre inni pervenuti interi sono dedicati a San Calogero, a Santa Febronia-Trofimena e a Peregrino da Patti. Nel primo, 16 ottave di settenari variamente rimati, il poeta canta il Patrono del suo paese d’origine; col secondo, 13 ottave di settenari, celebra la santa patrona di Patti, uccisa dal padre per essersi rifiutata di sposare l’uomo da lui scelto per la figlia; nel terzo, 14 strofe di sestine in eleganti e scorrevoli versi senari, esalta l’eroe pattese distintosi per aver resistito, in attesa di rinforzi, ad un soverchio numero di nemici nella battaglia tra aragonesi e angioini sul ponte di Brindisi durante la guerra del Vespro. Di altri inni si conoscono alcuni titoli e qualche frammento.
Verseggiatore raffinato e formalmente impeccabile, nonostante la cultura enciclopedica che gli consente di muoversi disinvoltamente tra i grandi e i minori della letteratura greca, latina, italiana, europea e dialettale della Sicilia, da Omero a Tasso, da Mosco a Euripide, da Corinna a Pindaro, a Voltaire, a Orazio, Virgilio e Lucano, Trissino e Alfieri e Racine, Lope de Vega e Shakespeare, i siciliani Giovanni Meli e Ciullo d'Alcamo e moltissimi altri, nel Parnasso Franco suscita curiosità e ammirazione, ma non tocca il cuore; che, invece, è preso da emozione quando egli, nella Torre di Amato canta l’amore di Delfina, le sue rivendicazioni di libertà per la patria e per se stessa; oppure quando racconta il dramma della giovinetta Febronia decisa a morire per la sua fede; o, ancora, ricorda i fedeli fitalesi raccolti attorno al loro patrono San Calogero per chiedergli protezione e conforto; o, infine, quando celebra il coraggio di Peregrino da Patti che rallenta l’avanzata dei nemici e va incontro alla morte; lì, nel Parnasso, le parole sono pensate, scelte e disposte in versi dal dotto; nella Torre e negli Inni pensieri e parole sono intimamente vissuti dal poeta e offerti all’emozione dei lettori .
Unica opera in prosa pubblicata è un elogio funebre recitato per la morte di donna Nunzia Fiorini, originaria di Bronte e moglie di un nobile di San Salvatore, morta a 25 anni per le conseguenze del parto; si tratta di un elogio funebre nel quale, sulla trama di numerose citazioni bibliche, Franco delinea la figura esemplare di figlia, di sposa e di madre della giovane donna, esalta le sue virtù e compiange il figlioletto rimasto orfano.
Inedita infine, ma particolarmente significativa, è una collezione di documenti riguardanti i beni della parrocchia di Santa Maria; in essa Franco trascrive e commenta atti notarili di vendita e di locazione, riporta ricevute, traccia la successione degli affittuari e dà consigli e suggerimenti per una corretta amministrazione; oltre ad alcune sottili osservazioni sull’avidità dei latifondisti e dei censualisti, o sulle astuzie dei gabellotti, interessante è un cenno sulla ubicazione della Torre d’Amato, cantata nell’omonimo dramma e ancora visibile al tempo dell’Autore .
La vita e le opere di questo sacerdote, combattuto in patria dalla nobiltà del luogo e cercato fuori di essa per le sue indubbie qualità, forniscono un quadro significativo del periodo e delle strutture ecclesiastiche, che operavano i primi timidi tentativi di modernizzazione osteggiati da inveterati poteri locali, rilevano l’impegno dei Vescovi per una migliore formazione del clero e delineano Francesco Franco come figura paradigmatica di prete della prima metà dell’Ottocento, che esula dalla connotazione quasi esclusivamente beneficiale e altarista tipica del clero del tempo .